# Noëlle Roger
Noëlle Roger, pseudonimo di Hélène Dufour, coniugata Pittard (Ginevra, 25 settembre 1874 – Ginevra, 14 ottobre 1953), è stata una scrittrice svizzera di lingua francese.

## Biografia
Noëlle Roger è nota soprattutto per i suoi nove romanzi di fantascienza, scritti nell'arco di tempo fra la prima e la seconda guerra mondiale. Tali romanzi sono permeati da una vena critica verso la società, poiché l'autrice ritiene, seguendo la filosofia di Jean-Jacques Rousseau, che l'allontanamento dallo stato di natura sia causa dell'infelicità umana.

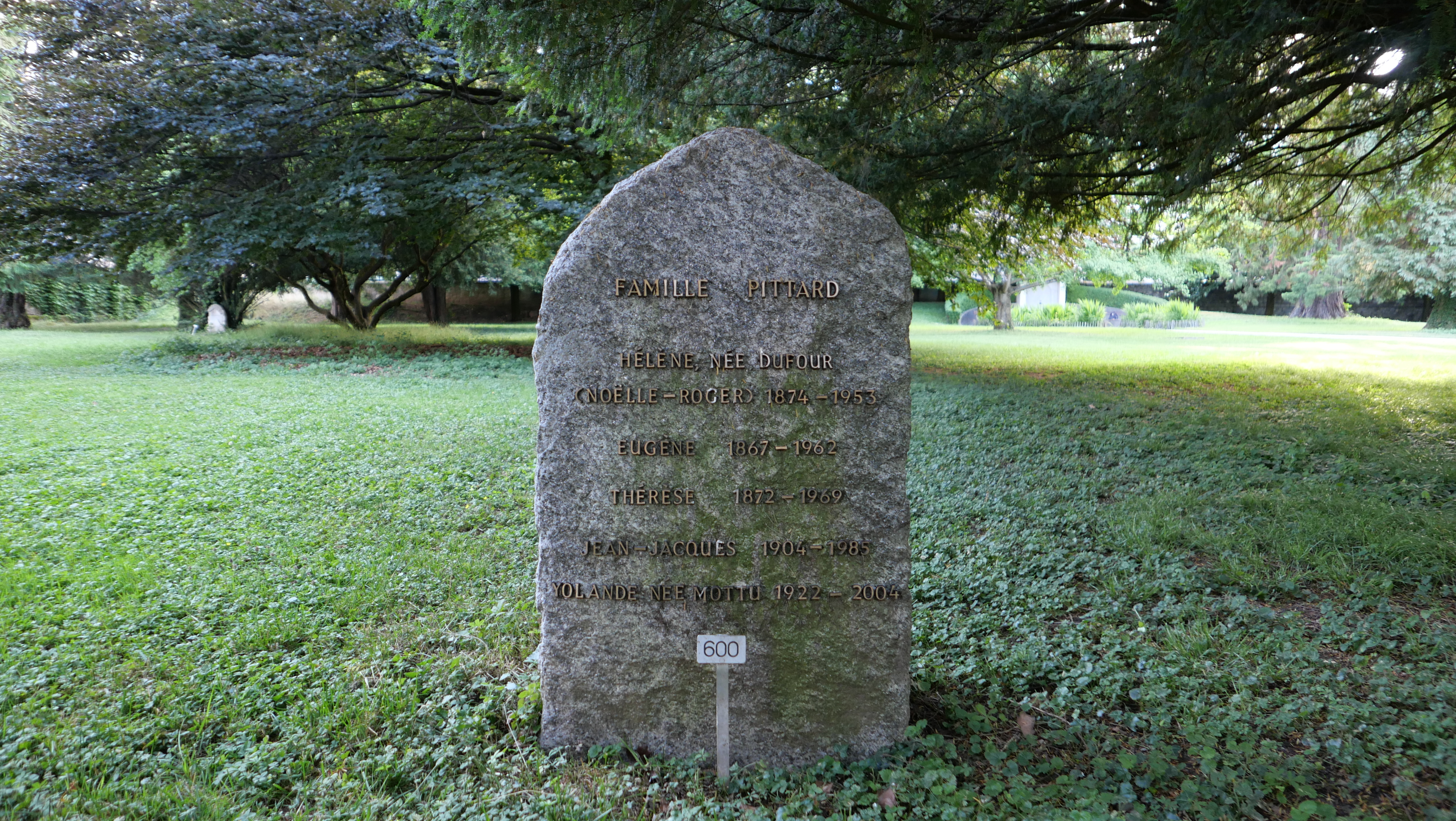
La tomba di famiglia al Cimetière des Rois a Ginevra

Scrisse inoltre due opere a sfondo medico: il romanzo Le Docteur Germaine, avente come protagonista una dottoressa, e la raccolta Carnets d'une infirmière, sul lavoro di un'infermiera durante la prima guerra mondiale.
Ella stessa fu infermiera, seguendo l'apprendistato a Londra. Scrisse anche dei racconti sull'infanzia e le problematiche ad essa legate, oltre ad alcuni studi storico-biografici, fra cui uno dedicato a Rousseau. Era figlia di Théophile Dufour (1844 – 1922), anch'egli studioso di Rousseau.
Sua madre era figlia dello storico francese Henri Léonard Bordier. Noëlle Roger sposò l'antropologo svizzero Eugène Pittard.

## Opere (elenco parziale)
- Le sculpteur de Christs (1902)
- Le Docteur Germaine (1912)
- Carnets d'une infirmière (1915)
- Le nouveau Déluge (1922)
- Il nuovo Adamo (Le nouvel Adam, 1924)
- Celui qui voit (1926)
- Le Soleil enseveli (1928)
- Jean-Jacques ou le promeneur solitaire (1933)
- La Vallée perdue (1939)